# Liste der Bodendenkmale in Mittelherwigsdorf
In der Liste der Bodendenkmale in Mittelherwigsdorf sind die Bodendenkmale der Gemeinde Mittelherwigsdorf und ihrer Ortsteile nach dem Stand der Auflistung von Harald Quietzsch und Heinz Jacob aus dem Jahr 1982 aufgelistet. Eventuelle Änderungen und Ergänzungen, insbesondere aus der Zeit nach der Wende, sind nicht berücksichtigt, da für Sachsen aktuell keine neueren allgemein zugänglichen Bodendenkmallisten vorliegen. Die Baudenkmale sind in der Liste der Kulturdenkmale in Mittelherwigsdorf aufgeführt.
| Denkmal-ID | Fundart            | Ortsteil        | Bezeichnung | Zeitstellung    | Lage                                                                             | Bemerkungen                                                                                                 | Bild |
| ---------- | ------------------ | --------------- | ----------- | --------------- | -------------------------------------------------------------------------------- | --- | ---- |
| ?          | Befestigung > Burg | Eckartsberg     | Wasserburg  | Mittelalter     | nordwestlicher Ortsteil, Westseite von Gut Hasenberg                             | quadratische Insel mit ringförmigem wasserförmigem Graben, Schutz seit 31. Juli 1935, erneuert 3. Juli 1958 |      |
| ?          | besonderer Stein   | Oberseifersdorf | Steinkreuz  | Spätmittelalter | westlich des Orts, östlich an der Straße nach Zittau, südlich des Windmühlenguts | Schutz seit 18. August 1970                                                                                 |      |